# ستيفن كولبير في عشاء جمعية مراسلي البيت الأبيض لعام 2006

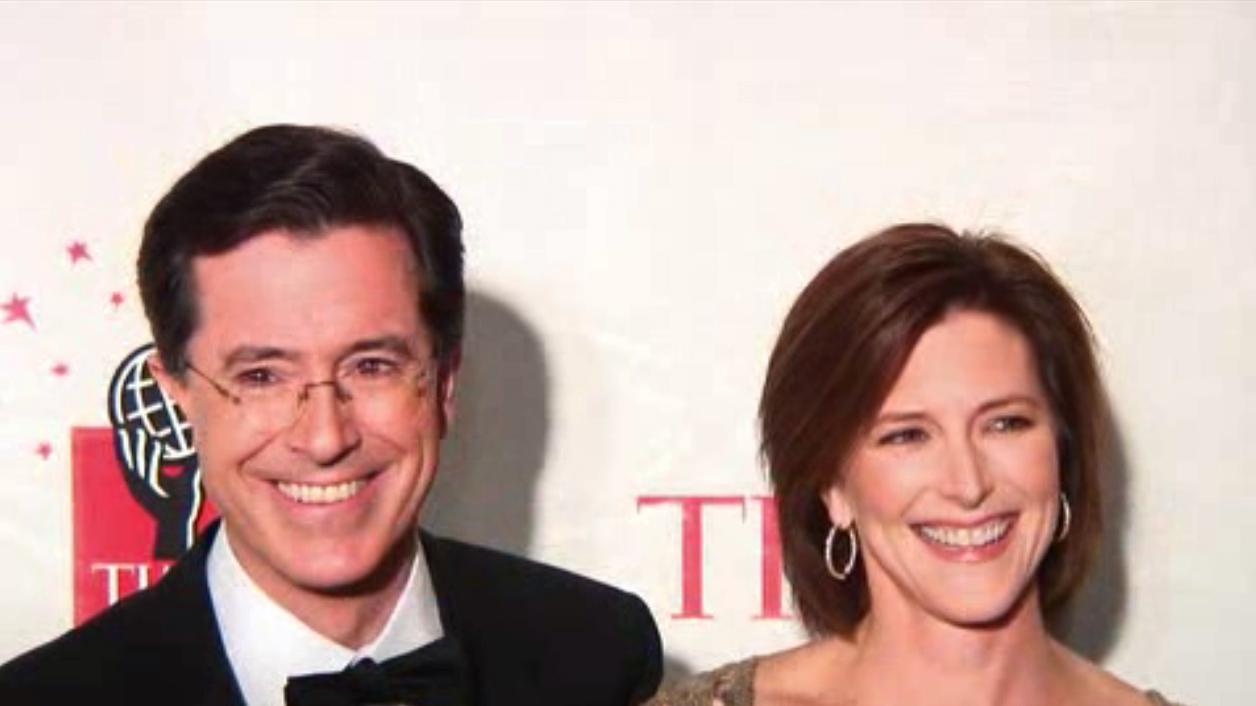
ستيفن كولبير وزوجته إيفلين ماكجي كولبير في جوائز Time 100 الأكثر تأثيراً لعام 2006

في 29 أبريل 2006، ظهر الممثل الكوميدي الأمريكي ستيفن كولبير باعتباره الفنان المميز في عشاء جمعية مراسلي البيت الأبيض لعام 2006، الذي أقيم في واشنطن العاصمة، في فندق هيلتون واشنطن. تم بث أداء كولبير، الذي يتكون من خطاب منصة مدته 16 دقيقة وعرض فيديو مدته 7 دقائق، على الهواء مباشرة عبر الولايات المتحدة على شبكات التلفزيون الكبلي C-SPAN وMSNBC. يقف كولبير على بعد أقدام قليلة من الرئيس الأمريكي جورج دبليو بوش،  أمام جمهور من المشاهير والسياسيين وأعضاء هيئة الصحافة في البيت الأبيض،  قدم كولبير روتينًا مثيرًا للجدل يستهدف الرئيس ووسائل الإعلام. تحدث في شخصية الشخصية التي لعبها في تقرير كولبير للكوميدي المركزي، وهو محاكاة ساخرة للنقاد المحافظين مثل بيل أورايلي وشون هانيتي.
سرعان ما أصبح أداء كولبير ضجة كبيرة على الإنترنت ووسائل الإعلام. علق المعلقون على روح الدعابة في أداء كولبير، والطبيعة السياسية لملاحظاته، وتكهنوا بما إذا كان هناك تستر من قبل وسائل الإعلام على الطريقة التي تم بها الإبلاغ عن الحدث. جيمس بونييووزيك من الوقت لاحظت أن أم لا أحد يحب الكلام، وأصبح «قضية المحك السياسية والثقافية لعام 2006 مثل ما إذا كنت تقود الهجين أو استخدام مصطلح» بطاطا الحرية ' 

## أداء في العشاء
كان الممثل الكوميدي الأمريكي ستيفن كولبير هو الفنان المميز في عشاء جمعية مراسلي البيت الأبيض، الذي أقيم في فندق هيلتون واشنطن في واشنطن العاصمة في 29 أبريل 2006. تمت دعوته للتحدث من قبل مارك سميث، الرئيس المنتهية ولايته لاتحاد الصحافة في البيت الأبيض. أخبر سميث المراسلين في وقت لاحق أنه لم ير الكثير من أعمال كولبير. منذ عام 1983، تميز الحدث برسوم كاريكاتورية شهيرة. تضمنت العروض السابقة الرئيس جيرالد فورد وتشيفي تشيس يسخران من تصرفات فورد المزعومة في عام 1975، وأداء رونالد ريغان وريتش ليتل معًا في عام 1981.
وأدلى كولبير بتعليقاته بعد العشاء أمام جمهور وصفته وكالة أسوشيتد برس بأنه «من هو صاحب السلطة والشهرة». أكثر من 2500 حضر الحفل،  بما في ذلك السيدة الأولى لورا بوش، ورئيس هيئة الأركان المشتركة بيتر بيس، والمدعي العام الأمريكي ألبرتو غونزاليس، والسفير الصيني تشو ون تشونغ، [بحاجة لمصدر] مؤسس شركة AOL ستيف كيس، وعارضة الأزياء ولاعبة التنس آنا كورنيكوفا والممثل جورج كلوني. تحدث كولبير مباشرة إلى الرئيس بوش عدة مرات، حيث أشاد بسخرية بسياسته الخارجية وأسلوب حياته ومعتقداته، وأشار إلى تراجع شعبيته وسمعته الشعبية.
تحدث كولبير في شخصية الشخصية التي لعبها في تقرير كولبير في كوميدي سنترال، وهو محاكاة ساخرة لأحد النقاد المحافظين على غرار بيل أورايلي وشون هانيتي. بدأ بالسخرية من المراقبة الجماعية، مزاحًا "إذا كان أي شخص يحتاج إلى أي شيء آخر على طاولاته، فقط تحدث ببطء وبوضوح في أرقام طاولتك. شخص ما من وكالة الأمن القومي سوف ينتهي بكوكتيل ". في حين أن العديد من نكاته كانت موجهة إلى الرئيس بوش، فقد سخر أيضًا من الصحفيين والشخصيات الأخرى التي حضرت العشاء. تم إعداد معظم الخطاب خصيصًا للحدث، ولكن تم رفع العديد من المقاطع - دون تغيير إلى حد كبير - من تقرير كولبير، بما في ذلك أجزاء من مونولوج "الصدق " من الحلقة الأولى من العرض، حيث دعا كولبير إلى التحدث من "الشجاعة" بدلا من العقل واستنكرت الكتب على أنها "كل الحقائق، لا قلب". صاغ كولبير هذا الجزء من الخطاب كما لو كان يتفق مع فلسفات بوش، قائلاً إنه وبوش "ليسا من أصحاب العقول في دورية الطالب الذي يذاكر كثيرا"،  منتقدًا ضمنيًا الطريقة التي وضع بها بوش نفسه على أنه مناهض للفكر.
بعد هذه المقدمة لأسلوبه وفلسفته، سرد كولبير سلسلة من «المعتقدات السخيفة التي أعيش بها»، مثل «أنا أؤمن بأمريكا. أعتقد أنه موجود». وألمح إلى الاستعانة بمصادر خارجية للصين وسخر من المعارضة الجمهورية التقليدية لـ «حكومة كبيرة» بالإشارة إلى حرب العراق. «أعتقد أن الحكومة التي تحكم بشكل أفضل هي الحكومة الأقل تحكم. وبموجب هذه المعايير، شكلنا حكومة رائعة في العراق».
ثم سخر كولبير من معدلات الموافقة المتدهورة لبوش:
الآن، أعلم أن هناك بعض استطلاعات الرأي التي تقول أن هذا الرجل لديه نسبة تأييد تبلغ 32 بالمائة. لكن الرجال مثلنا، لا ننتبه لاستطلاعات الرأي. نحن نعلم أن استطلاعات الرأي هي مجرد مجموعة من الإحصاءات التي تعكس ما يفكر فيه الناس في الواقع. والواقع له تحيز ليبرالي معروف... سيدي، لا تلتفت إلى الأشخاص الذين يقولون إن الكأس نصف فارغ، [...] لأن 32 في المائة تعني أن ثلثيهم فارغة. لا يزال هناك بعض السائل في ذلك الزجاج، هذه وجهة نظري. لكنني لن أشربه. الثلث الأخير عادة ما يكون الغسيل العكسي.

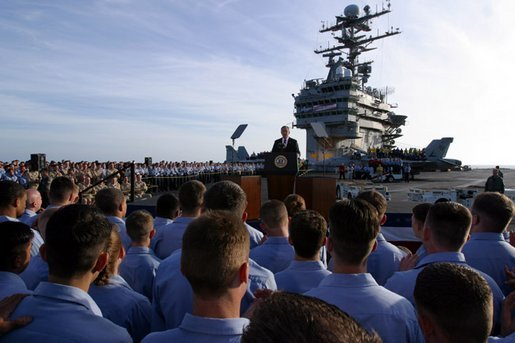
الرئيس الأمريكي جورج دبليو بوش يلقي خطاب «المهمة أنجزت» على متن حاملة الطائرات يو إس إس أبراهام لينكولن (CVN-72).

واصل دفاعه الوهمي عن بوش من خلال التهكم على ظهور بوش على متن السفينة يو إس إس أبراهام لنكولن،  في موقع مركز التجارة العالمي المنهار،  وفي المدن التي دمرها إعصار كاترينا:
أنا أقف بجانب هذا الرجل. أقف بجانب هذا الرجل لأنه يمثل الأشياء. ليس فقط من أجل الأشياء، إنه يقف على الأشياء. أشياء مثل حاملات الطائرات والأنقاض وساحات المدينة التي غمرتها المياه مؤخرًا. وهذا يبعث برسالة قوية مفادها أنه بغض النظر عما يحدث لأمريكا، فإنها ستنتعش دائمًا - مع أقوى عمليات التقاط الصور في العالم.
أنهى كولبير المونولوج الموجه على وجه التحديد إلى بوش من خلال محاكاة ساخرة لسياسته في مجال الطاقة. ثم استخدم مبادرة لورا بوش للقراءة كنقطة انطلاق لسخرية النقد من الكتب لكونها «نخبوية»،  وانتقد بشدة هيئة الصحافة في البيت الأبيض - مضيفي الحدث - ووسائل الإعلام بشكل عام. وقال مخاطبا الحضور:
على مدى السنوات الخمس الماضية، كنتم أيها الناس جيدين جدًا - فيما يتعلق بالتخفيضات الضريبية، ومعلومات أسلحة الدمار الشامل، وتأثير الاحتباس الحراري. لم نكن نحن الأمريكيين نريد أن نعرف، وكان لديك المجاملة ألا تحاول معرفة ذلك، [...] ثم تكتب، [...] «أوه، لقد قاموا فقط بإعادة ترتيب كراسي سطح السفينة في تيتانيك.» بادئ ذي بدء، هذه استعارة مروعة. هذه الإدارة لا تغرق. هذه الإدارة ترتفع. إذا كان هناك أي شيء، فإنهم يعيدون ترتيب كراسي سطح السفينة في هيندنبورغ!
كما انتقد كولبير هيئة الصحافة في البيت الأبيض لما كان يُنظر إليه على نطاق واسع على أنه إحجامه عن التشكيك في سياسات الإدارة، لا سيما فيما يتعلق بالفترة التي سبقت غزو العراق عام 2003، قائلاً:
لكن، اسمع، دعنا نراجع القواعد. وإليك كيف يعمل. يتخذ الرئيس القرارات. إنه صاحب القرار. السكرتير الصحفي يعلن تلك القرارات وأنتم أهل الصحافة يكتبون تلك القرارات دون. جعل، أعلن، اكتب. فقط ضعهم من خلال التدقيق الإملائي والعودة إلى المنزل. تعرف على عائلتك مرة أخرى. مارس الحب مع زوجتك. اكتب تلك الرواية التي تدور في رأسك. هل تعلم، ما الذي يتحدث عن مراسل واشنطن الجريء الذي لديه الشجاعة للوقوف في وجه الإدارة؟ تعلمون، خيال!
في الفترة المتبقية من خطابه، مازح كولبير عن أشخاص آخرين من الجمهور، بمن فيهم بيتر بيس، وأنتونين سكاليا، وجون ماكين، وجو ويلسون. خلال هذا القسم، أشار مرة أخرى إلى ظاهرة الاحتباس الحراري أثناء حديثه عن إجراء مقابلة مع جيسي جاكسون: «يمكنك أن تسأله عن أي شيء، لكنه سيقول ما يريد، بالسرعة التي يريدها. إنها مثل ملاكمة نهر جليدي. استمتع بهذا الاستعارة، بالمناسبة، لأن أحفادك لن يعرفوا ما هو النهر الجليدي.» 
تلقى كولبير استقبالًا باردًا من الجمهور. غالبًا ما قوبلت نكاته بالصمت والغمغمة، على الرغم من أن البعض في الجمهور، مثل سكاليا، ضحك بحرارة عندما كان كولبير يضايقهم.  كان هذا في تناقض صارخ مع الاستقبال الحار الذي حظي به مسرحية هزلية تصور بوش وشبهه ستيف بريدجز، والتي سبقت مباشرة مونولوج كولبير.
في نهاية حديثه، قدم كولبير ما وصفه بفيديو «الاختبار» ليصبح السكرتير الصحفي الجديد للبيت الأبيض - كان سكوت ماكليلان قد ترك المنصب مؤخرًا. قام الفيديو بتقسيم مقاطع من الأسئلة الصعبة من العاملين في الصحافة بالبيت الأبيض مع ردود من كولبير كسكرتير صحفي. تضمنت منصة كولبير عناصر تحكم تحمل علامة «إخراج» و «غانون» (في إشارة إلى مراسل البيت الأبيض السابق جيف غانون، الذي كان يشتبه في أنه يطرح أسئلة مزروعة )، و «الحجم»، والذي استخدمه لإسكات سؤال نقدي من الصحفي ديفيد جريجوري. استمر مقطع الفيديو مع فرار كولبير من غرفة الاجتماعات والبيت الأبيض، فقط لتتبعه مراسلة البيت الأبيض هيلين توماس، التي كانت من أشد المنتقدين لإدارة بوش. ذات مرة، التقط كولبير هاتف الطوارئ وأوضح أن توماس «لن يتوقف عن التساؤل عن سبب غزونا للعراق». ويستجيب المرسل مع «مهلا، لماذا غزونا العراق؟» النصف الثاني من الفيديو بأكمله عبارة عن محاكاة ساخرة لأفلام الرعب المبتذلة، ولا سيما فيلم Westworld، بموسيقى ميلودرامية مصحوبة بسعي توماس البطيء والثابت لكولبير، وصراخ كولبير بصوت عالٍ «لا!» على فترات. متوفر على نطاق واسع عبر الإنترنت، تم بث جزء من شريط الاختبار الوهمي في The Colbert Report في 2 مايو 2006.
على الرغم من أن الرئيس بوش صافح كولبير بعد العرض الذي قدمه، إلا أن العديد من مساعدي وأنصار بوش خرجوا خلال خطاب كولبير، وعلق أحد المساعدين السابقين قائلاً إن الرئيس كان «يبدو أنه مستعد لتفجيره». يتذكر كولبير أنه «لم يضحك الكثير من الناس في الصف الأمامي» أثناء الخطاب، وأنه «عندما انتهى الأمر، لم يكن أحد حتى يتواصل معي بالعين... لا أحد يتحدث معي في الغرفة الملعونة بأكملها»؛ فقط سكاليا جاء إليه بعد ذلك، مشيدًا بتقليد كولبير لإيماءة تم تصوير العدالة مؤخرًا. كما أشار إلى أن الممثل هاري لينكس قدم له الدعائم بعد ذلك.

## التغطية الصحفية المبكرة ومزاعم التعتيم الإعلامي
بثت القناة الكبلية C-SPAN عشاء مراسلي البيت الأبيض على الهواء مباشرة، وأعادت بث الحدث عدة مرات خلال الـ 24 ساعة التالية، لكنها بثت مقطعًا استبعد خطاب كولبير. مجلة التجارة محرر وناشر وكانت أول وسيلة إعلامية لتقرير مفصل عن أداء كولبير، واصفا إياه بأنه «عنيفا الكوميديا» الجزية ' لم تجعل الضحكة الشجيرات. لاحظ المراجع أن الآخرين على المنصة كانوا غير مرتاحين أثناء الخطاب، «ربما شعروا أن المادة كانت قاسية جدًا - أو تحدث كثيرًا عن» الصدق «للسلطة».
غطت صحيفتا نيويورك تايمز وشيكاجو تريبيون العشاء، لكنهما لم يغطيا تصريحات كولبير. خصصت وكالات الأنباء رويترز ووكالة الأسوشييتد برس ثلاث فقرات لمناقشة روتين كولبير في تغطيتها للحدث،  وذكرت صحيفة واشنطن بوست كولبير عدة مرات خلال مقالتها. جاءت التغطية المطبوعة الأكثر شمولاً من «يو إس إيه توداي»، والتي خصصت مساحة أكبر لأداء كولبير أكثر من مسرحية الرئيس بوش الهزلية. في اليوم التالي للعشاء، قام هوارد كورتز بتشغيل مقاطع من أداء كولبير في برنامجه على شبكة سي إن إن «مصادر موثوقة».  في برنامج Fox News Fox &amp; Friends، ذكر المضيفون أداء كولبير، وانتقدوه لأنه «تجاوز الخط». انتقد تاكر كارلسون، الذي كان هدفًا متكررًا لتقرير كولبير قبل الحدث وبعده، كولبير ووصفه بأنه «غير مضحك» في برنامجه على إم إس إن بي سي تاكر.
سلط الكثير من التغطية الأولية للحدث الضوء على الاختلاف بين رد الفعل على بوش وجسور (إيجابي للغاية) ورد الفعل لكولبير (أكثر صمتًا). «قتل الرئيس. وقال كولبير. انه عمل صعب لمتابعة في جميع الأوقات»  في عرضه، قال كولبير مازحًا إن الاستقبال غير المتحمّس كان في الواقع «صمتًا محترمًا للغاية» وأضاف أن الحشد «حملني عمليًا على أكتافهم» على الرغم من أنه لم يكن مستعدًا للمغادرة. في 1 مايو 2006، حلقة من The Daily Show، والتي كان كولبير فيها مراسلًا سابقًا، وصف المضيف جون ستيوارت أداء كولبير بأنه "balls-alicious" وذكر، «لم نكن أبدًا أكثر فخراً بالسيد Colbert، و، آه - القرف المقدس!» 
قال لويد جروف، كاتب عمود القيل والقال في صحيفة نيويورك ديلي نيوز، إن كولبير «قصف بشدة»، وعلق مؤسس BET بوب جونسون، «لقد كان حشدًا من الداخل، مثل حشد من الداخل كما هو الحال في أي وقت مضى، و [كولبير] لم يفعل 'ر تفعل النكات من الداخل». وجد كريج كروفورد، كاتب العمود الفصلي بالكونغرس والمعلق على شبكة سي بي إس، أداء كولبير مرحًا، لكنه لاحظ أن معظم الأشخاص الآخرين في العشاء لم يجدوا الخطاب ممتعًا. اعتقد الناقد التلفزيوني في مجلة تايم جيمس بونيوزيك أن منتقدي كولبير أخطأوا النقطة: «لم يكن كولبير يلعب في الغرفة، كما أظن، ولكن للجمهور العريض من الأشخاص الذين سيشاهدون لاحقًا على الإنترنت. إذا كان هناك أي شيء، فقد كان يلعب ضد الغرفة». أطلق Poniewozik على ردود الفعل المؤلمة وغير المريحة على نكات كولبير «طلقات المال. لقد كانوا بيت القصيد».
بعض المعلقين، في حين أشاروا إلى شعبية خطاب العشاء الذي ألقاه كولبير، انتقدوا التجاهل المتصور الذي كان يتلقاه من السلك الصحفي، على الرغم من أنه كان الفنان المميز في المساء. دان فرومكين، كاتب العمود في صحيفة واشنطن بوست، الذي وصفه بأنه «كولبير بلاكاوت»، انتقد وسائل الإعلام التقليدية لتجاهلها كولبير بينما ركزت على الموضوع «الأكثر أمانًا» لروتين الرئيس بوش مع بريدجز. لاحظت آمي جودمان من منظمة الديمقراطية الآن أن التغطية الأولية تجاهلت كولبير تمامًا. لاحظ تود جيتلين، الأستاذ بكلية الدراسات العليا للصحافة بجامعة كولومبيا، أن «الجو حار للغاية ولا يمكن التعامل معه. كان [كولبير] ينتقد بوش وكان الأمر مدمرًا للغاية. [وسائل الإعلام الرئيسية لا] تعرف كيف تتعامل مع مثل هذا النقد الحاد والعدواني».
لم ير آخرون أي ازدراء متعمد لكولبير من قبل الصحافة. وردا على سؤال حول لماذا واشنطن بوست ' مقالة حول عشاء لم يذهب إلى أي تفاصيل حول خطاب كولبير، ردت وسائل الإعلام ترجيع الكاتب هاورد كورتز، "المشكلة في جزء واحد من الموعد المحدد. كانت المطابع تتداول بالفعل بحلول الوقت الذي جاء فيه كولبير في الساعة 10:30، لذلك كان لابد من كتابة القصة إلى حد كبير بحلول ذلك الوقت. "  عند سؤالها عن سبب تفضيل الأخبار التلفزيونية لأداء بوش على أداء كولبيرت، قالت إليزابيث فيشمان، مساعدة عميد كلية كولومبيا للصحافة ومنتجة سابقة في برنامج 60 دقيقة، لقناة MTV أن "الضربة السريعة" للبرامج الإخبارية التلفزيونية كانت تتمثل في استخدام لقطات لبوش وهو يقف بجانب مقلده. وأشارت إلى أنه "إعداد أسهل للتأثيرات المرئية". ستيف سكالي، رئيس جمعية مراسلي البيت الأبيض (التي استضافت العشاء) والمحرر السياسي لـ C-SPAN (التي بثت العشاء)، سخر من الفكرة الكاملة للصحافة التي تتجاهل عمداً كولبير: مع ستيف بريدجز أنه حصل على كل التغطية. أعتقد أن هذا فاق التوقعات. لم تكن هناك مؤامرة يمينية أو مؤامرة يسارية ". الكاتب وقت آنا ماري كوكس رفض ادعاءات متعمدة التعتيم الإعلامي، لأداء كولبير تلقى تغطية في صحيفة نيويورك تايمز، واشنطن بوست، وكالات الأنباء الكبرى. وافق الزميل المعلق كورتز، مشيرًا إلى أن الفيديو نُقل على C-SPAN وكان متاحًا مجانًا على الإنترنت ؛ كما قام بتشغيل مقطعين في برنامجه الخاص. قال: "يبدو أنني لم أحصل على المذكرة".
في مقال نُشر في 3 مايو 2006، تناولت صحيفة نيويورك تايمز الجدل. أقرت الصحيفة بأن وسائل الإعلام الرئيسية - بما في ذلك نفسها - تعرضت لانتقادات لتركيزها على تصرف بوش مع بريدجز بينما تجاهلت خطاب كولبير. ثم اقتبست الصحيفة عدة مقاطع من انتقادات كولبير الأكثر جوهرية للرئيس وناقشت ردود الفعل المختلفة على الحدث. يوم 15 مايو، نيويورك تايمز ' العام، بايرون كالام، وكتب على بلوق له أن أكثر من مائتي القراء قد كتب يشكو من استبعاد أي ذكر لكولبير من مقالة مطولة الأولية الصحيفة تغطي العشاء. نقل كالام عن نائب رئيس مكتبه في واشنطن، الذي قال إن ذكر كولبير في المقال الأول لا يمكن أن يكون طويلا بما يكفي لتحقيق العدالة الروتينية. لكنه أشار أيضًا إلى أن الصحيفة كان ينبغي أن تطبع مقالًا متعمقًا يغطي على وجه التحديد خطاب كولبير في نفس العدد، بدلاً من الانتظار حتى أيام بعد الحقيقة.

## شعبية الإنترنت
على الرغم من أن أداء كولبير «هبط بضربة قوية» بين الجمهور المباشر،  مقاطع كولبير في العشاء ضجة كبيرة بين عشية وضحاها، وأصبحت مقاطع فيديو فيروسية ظهرت على العديد من مواقع الويب في عدة أشكال. شهدت المواقع التي تعرض الفيديو زيادات هائلة في حركة المرور. وفقًا لموقع News.com التابع لـ CNET، كان خطاب كولبير «أحد أكثر الأعمال إثارة على الإنترنت». عمليات البحث عن Colbert على Yahoo! ارتفعت 5,625 نسبه مئويه. خلال الأيام التي أعقبت الخطاب، كان هناك ضعف عدد عمليات البحث على Google عن "C-SPAN" مقارنة بـ «Jennifer Aniston» - وهو أمر غير مألوف - بالإضافة إلى زيادة في عمليات البحث ذات الصلة بـ Colbert. صنفت شركة Nielsen BuzzMetrics منشور مقطع الفيديو على أنه ثاني أكثر تدوينة شعبية في عام 2006. صعدت مقاطع إشادة كولبير الهزلية إلى المرتبة الأولى والثانية والثالثة على قائمة مقاطع الفيديو "الأكثر مشاهدة" على YouTube. تمت مشاهدة المقاطع المختلفة من خطاب كولبير 2.7 مليون مرة في أقل من 48 ساعات. في خطوة غير مسبوقة للشبكة، طلبت C-SPAN من YouTube و iFilm إزالة النسخ غير المصرح بها من الفيديو من مواقعهما. اشترت Google Video لاحقًا الحقوق الحصرية لإعادة إرسال الفيديو،  وظلت في أو بالقرب من أعلى مقاطع الفيديو الأكثر شهرة على Google خلال الأسبوعين المقبلين.
قام كل من Editor و Publisher and Salon، اللذان قاما بنشر تغطية شاملة ومبكرة لخطاب كولبير، بجذب أعداد قياسية وشبه قياسية من المشاهدين إلى مواقع الويب الخاصة بهم. تم نشر 70000 مقالة في المدونات حول تحميص كولبير لبوش يوم الخميس بعد الحدث، وهو أكبر عدد من أي موضوع،  وظلت كلمة «كولبير» في مقدمة مصطلحات البحث في Technorati لعدة أيام. ناقد قناة Chicago Sun-Times، دوج إلفمان، الفضل للإنترنت في الترويج لحدث كان من الممكن التغاضي عنه، مشيرًا إلى أن «اسطبلات الإنترنت لليبراليين، مثل العملاق dailykos.com، بدأت في الضجيج بمجرد الإبلاغ عن عشاء المراسلين في الصحافة السائدة، مع القليل من الكلام عن عنوان كولبير الاحتجاجي». بعد ثلاثة أسابيع من العشاء، تم بيع صوت أداء كولبير في متجر iTunes Music Store وأصبح الألبوم رقم 1 الذي تم شراؤه، حيث تفوق على الإصدارات الجديدة من قبل Red Hot Chili Peppers وPearl Jam وPaul Simon. أوضح الرئيس التنفيذي لشركة Audible.com، التي قدمت التسجيل المباع في iTunes، نجاحها بالقول: «لم يكن عليك أن تكون موجودًا للحصول عليه». استمر في كونه من أفضل التنزيلات في iTunes للأشهر الخمسة القادمة.

## إجابة
تلقى أداء كولبير مجموعة متنوعة من ردود الفعل من وسائل الإعلام. في واشنطن، كان رد فعل كل من السياسيين والصحفيين سلبياً - فقد كانت كلتا المجموعتين هدفاً لسخرية كولبير. شعرت هيئة الصحافة في واشنطن أن كولبير قد قصف. وجد ريتشارد كوهين، كاتب العمود في واشنطن بوست، أن نكات كولبير كانت «عرجاء ومهينة»  وكتب أن كولبير كان «فظًا» و «متنمرًا». ورأى السياسي ستيني هوير أن كولبير ذهب بعيدًا، حيث قال لصحيفة ذا هيل إن «[بوش] هو رئيس الولايات المتحدة، وهو يستحق بعض الاحترام». ووصفت الخبيرة المحافظة ماري ماتالين أداء كولبير بأنه «نوع من الفكاهة يمكن التنبؤ به ومثير للدهشة». كاتبة العمود آنا ماري كوكس وجهت انتقادات إلى أولئك الذين أشادوا بكولبير كبطل: «أشك بطريقة ما في أن بوش لم يسمع بهذه الانتقادات من قبل». وأضافت: «الكوميديا يمكن أن يكون لها مغزى سياسي لكنها ليست عملا سياسيا».
في برنامج The Daily Show، لاحظ جون ستيوارت، لسانه في الخد، «من الواضح أن [كولبير] كان لديه انطباع بأنهم وظّفوه ليفعل ما يفعله كل ليلة على شاشة التلفزيون». وبينما كان من المتوقع أن تنقل الرسوم الهزلية نكاتاً عن الإدارة، أقيم حفل عشاء 2006 في وقت كانت فيه العلاقة بين الإدارة ووسائل الإعلام تحت ضغط شديد، وكانت الإدارة حساسة تجاه النقد. خلصت المحامية وكاتبة العمود جولي هيلدن إلى أن «محاكاة ساخرة كولبير اللاذعة» ربما كانت غير عادلة في ظل ظروف مختلفة، لكنها أشارت إلى أن سجل بوش في السيطرة على الصحافة السيئة خلق تبريرًا كبيرًا للناس لانتقاده عندما أتيحت لهم الفرصة. جاء ميديا ماترز والمحرر والناشر للدفاع عن كولبير، واصفين منتقديه بالمنافقين. وقارنوا رد الفعل النقدي لكولبير على الثناء الذي حظي به الكثير في الصحافة لروتين مثير للجدل قام به بوش في عشاء إعلامي مماثل في عام 2004، حيث ظهر بوش يبحث عن أسلحة الدمار الشامل في المكتب البيضاوي ويمزح قائلاً «أسلحة الدمار الشامل تلك. يجب أن يكون الدمار في مكان ما!» و «لا، لا توجد أسلحة هناك!» 
كتبت هيذر ماليك، كاتبة العمود في شركة الإذاعة الكندية على الإنترنت، أن «كولبير كان يتمتع بالذكاء والشجاعة الفذة ليفعل لبوش ما فعله مارك أنتوني ببروتوس، قاتل قيصر. كما وسائل الإعلام الأمريكية لديها دمر ذاتيا، فإنه يأخذ كولبير لعنة بوش مع الثناء السخرية مدمر». أعجب الممثل الكوميدي والسيناتور الأمريكي الديمقراطي آل فرانكن، الذي قدم في عشاء مماثل مرتين خلال إدارة بيل كلينتون، بما فعله كولبير. في عددها الصادر في نهاية العام، وصفت مجلة نيويورك أداء كولبير بأنه أحد أكثر اللحظات «إشراقًا» في عام 2006. أشار جيمس بونيوزيك من مجلة تايم إلى أنه في «الأيام التي أعقبت أداء ستيفن كولبير في عشاء مراسلي البيت الأبيض، أصبحت هذه القضية المحورية السياسية والثقافية لعام 2006 - مثل ما إذا كنت تقود سيارة هجينة أو تستخدم مصطلح» فرايز الحرية '.
بالنسبة لعشاء عام 2007، أعادت جمعية مراسلي البيت الأبيض «ريتش ليتل» الأقل إثارة للجدل. ذكرت أريانا هافينغتون أن كولبير أخبرها أنه تجنب على وجه التحديد قراءة أي مراجعات لأدائه، وظل غير مدرك لرد فعل الجمهور. في 13 يونيو 2007، حصل على جائزة Spike TV Guys 'Choice Award عن "Gutsiest Move". قبل الجائزة عن طريق الفيديو كونفرنس. بعد ستة أشهر، وصف فرانك ريتش، كاتب العمود في صحيفة نيويورك تايمز، خطاب كولبير بعد العشاء بأنه «أساسي ثقافي»، مُعمدًا إياه «باللحظة الحاسمة» في انتخابات التجديد النصفي للولايات المتحدة عام 2006. بعد ثلاث سنوات ونصف من الخطاب، أشار إليه فرانك ريتش مرة أخرى، واصفا إياه بأنه «لامع» و «جيد للبلد»، بينما أشار إليه كاتب العمود دان سافاج بأنه «من الأشياء التي أبقت الناس مثلي عاقلين أثناء أحلك أيام سنوات بوش». وضع محرر The Realist، بول كراسنر، لاحقًا أداء كولبير في سياق تاريخي، قائلاً إنه يبرز بين الهجاء الأمريكي المعاصر باعتباره المثال الوحيد لروح هجاء ليني بروس، وجورج كارلين، وريتشارد بريور، والتي تحملت المخاطر. وكسروا الحواجز أمام حرية التعبير، «بدلاً من مجرد ممارستها بفخر كما يفعل الكوميديون الآن.» 

## روابط خارجية
- "2006 White House Correspondents' Dinner (Stephen Colbert introduction begins at 49:49)". سي-سبان. مؤرشف من الأصل في 2022-12-05. اطلع عليه بتاريخ 2019-07-18.
- "Transcript and Video: Stephen Colbert at the 2006 White House Correspondents' Dinner". ABC News. مؤرشف من الأصل في 2022-12-05. اطلع عليه بتاريخ 2020-01-31.